# Ouverture cubaine

L'Ouverture cubaine (Cuban Overture en anglais) est une ouverture symphonique pour orchestre composée par George Gershwin. La pièce, initialement intitulée Rumba, a été écrite en juillet et août 1932, à l'issue de deux semaines de vacances que Gershwin passa à La Havane, à Cuba, en février 1932.
L'Ouverture est influencée par les rythmes des Caraïbes et par les percussions cubaines. C'est une pièce riche et excitante, complexe et sophistiquée, illustrant l'influence de la musique et de la danse cubaines.
L'Ouverture est en forme A-B-A.

## Création
L'œuvre, sous le titre Rumba, fut créée au Lewisohn Stadium de New York le 16 août 1932 par le New York Philharmonic. Elle faisait partie d'un programme mettant en vedette uniquement des pièces de Gershwin. Le concert fut un énorme succès, comme écrivit Gershwin :
« C'était, je crois, la soirée la plus excitante que j'avais jamais eue... 17 845 personnes avaient payé pour rentrer et 5 000 personnes étaient à l'extérieur à la fermeture, essayant de rentrer – sans succès. »
L'œuvre fut bien accueillie par les critiques. Elle fut renommée Ouverture cubaine trois mois plus tard lors d'un concert dirigé par Gershwin au Metropolitan Opera. Le nouveau titre donne, comme mentionne le compositeur, « une idée plus juste du caractère et de l'intention de la musique ».

## Orchestration
L'ouverture est orchestrée pour trois flûtes (troisième doublant au piccolo), deux hautbois, un  cor anglais, deux clarinettes en si bémol, une clarinette basse, deux bassons, un  contrebasson, quatre cors, trois trompettes en si bémol, trois trombones, un tuba, des timbales, des percussions et l’ensemble de cordes habituel (violons, altos, violoncelles et contrebasses).
Une note du compositeur dans la partition donne l'emplacement spécifique des percussions incluant bongo, claves, gourdes, et maracas « juste en avant du pupitre du chef d'orchestre », avec des images.

## Sources
- (en) Cet article est partiellement ou en totalité issu de l’article de Wikipédia en anglais intitulé « Cuban Overture » (voir la liste des auteurs).